# Lijst van afleveringen van My Two Dads
Dit is een lijst met afleveringen van de Amerikaanse televisieserie My Two Dads. De serie telt 3 seizoenen. Een overzicht van alle afleveringen is hieronder te vinden.

## Seizoen 1
| Nr. | Titel aflevering                           | Uitzenddatum VS   |
| --- | ------------------------------------------ | ----------------- |
| 1   | Pilot                                      | 20 september 1987 |
| 2   | Soho's by You?                             | 27 september 1987 |
| 3   | Crime and Punishment                       | 4 oktober 1987    |
| 4   | Nicole's First Date                        | 18 oktober 1987   |
| 5   | Friends and Lovers                         | 25 oktober 1987   |
| 6   | Whose Night Is It, Anyway?                 | 1 november 1987   |
| 7   | Once a Son                                 | 8 november 1987   |
| 8   | Sex, Judge, and Rock & Roll                | 15 november 1987  |
| 9   | The Artful Dodger                          | 29 november 1987  |
| 10  | Quality Time                               | 6 december 1987   |
| 11  | 'Tis the Season                            | 20 december 1987  |
| 12  | The Only Child                             | 3 januari 1988    |
| 13  | Joey's Mother-In-Law                       | 10 januari 1988   |
| 14  | Nicole in Charge                           | 17 januari 1988   |
| 15  | The Wedge                                  | 7 februari 1988   |
| 16  | Advice and Consent                         | 14 februari 1988  |
| 17  | She'll Get Over It                         | 21 februari 1988  |
| 18  | Michael's Big Sister Comes Over and Visits | 28 februari 1988  |
| 19  | Nicole's Big Adventure                     | 19 maart 1988     |
| 20  | My Fair Joey                               | 28 maart 1988     |
| 21  | The Family in Question                     | 9 mei 1988        |
| 22  | Friends of the Family                      | 14 augustus 1988  |

## Seizoen 2
| Nr. | Titel aflevering                  | Uitzenddatum VS  |
| --- | --------------------------------- | ---------------- |
| 1   | Blast from the Past               | 11 januari 1989  |
| 2   | Who's on First?                   | 18 januari 1989  |
| 3   | Macho, Stupid Guy Time            | 1 februari 1989  |
| 4   | The Man in the Pink Slip          | 8 februari 1989  |
| 5   | Fallen Idol                       | 15 februari 1989 |
| 6   | Story with a Twist                | 22 februari 1989 |
| 7   | Playing with Fire                 | 1 maart 1989     |
| 8   | Dirty Dating                      | 8 maart 1989     |
| 9   | The God of Love                   | 15 maart 1989    |
| 10  | In Her Dreams                     | 22 maart 1989    |
| 11  | Together We Stand                 | 29 maart 1989    |
| 12  | The Courtship of Nicole's Fathers | 5 april 1989     |
| 13  | Crushed                           | 12 april 1989    |
| 14  | Basket Case                       | 19 april 1989    |
| 15  | You Love Me, Right                | 7 mei 1989       |
| 16  | Getting Smart                     | 29 juli 1989     |

## Seizoen 3
| Nr. | Titel aflevering                       | Uitzenddatum VS   |
| --- | -------------------------------------- | ----------------- |
| 1   | That's No Lady, That's My Mother       | 24 september 1989 |
| 2   | Say Goodnight, Gracie                  | 1 oktober 1989    |
| 3   | Love and Learn                         | 15 oktober 1989   |
| 4   | You Can Count on Me                    | 22 oktober 1989   |
| 5   | Joey Gets Pinned                       | 29 oktober 1989   |
| 6   | Story in Development                   | onbekend          |
| 7   | Duel                                   | 5 november 1989   |
| 8   | Dad Patrol                             | 8 november 1989   |
| 9   | Pop, the Question                      | 15 november 1989  |
| 10  | Thanks for the Memories                | 22 november 1989  |
| 11  | Class                                  | 29 november 1989  |
| 12  | I'm Dreaming of a Holiday Episode      | 20 december 1989  |
| 13  | Power Struggle                         | 10 januari 1990   |
| 14  | Bye Bye Baby                           | 21 januari 1990   |
| 15  | Environ-mental Case                    | 5 maart 1990      |
| 16  | Party, Sweet 16                        | 12 maart 1990     |
| 17  | It's My Art, and I'll Die If I Want To | 19 maart 1990     |
| 18  | To Thine Own Elf Be True               | 26 maart 1990     |
| 19  | You Only Surprise the Ones You Love    | 2 april 1990      |
| 20  | Kind of a Drag                         | 16 april 1990     |
| 21  | When You Wish...                       | 23 april 1990     |
| 22  | See You in September?                  | 30 april 1990     |